# Pałac w Rusinowie
Pałac w Rusinowie – zabytkowy pałac w miejscowości Rusinów (gmina Rusinów).
Od frontu ryzalit zwieńczony pełną balustradą zwieńczoną kartuszem umieszczonym centralnie zawierającym herby: Rawicz Franciszka Dembińskiego i Leliwa Urszuli z Morsztynów. Obiekt jest częścią zespołu pałacowego z drugiej połowy XVIII w., w skład którego wchodzi jeszcze park.

Herb Rawicz F. Dembińskiego
Leliwa Urszuli z Morsztynów